# Forcola (voga veneta)

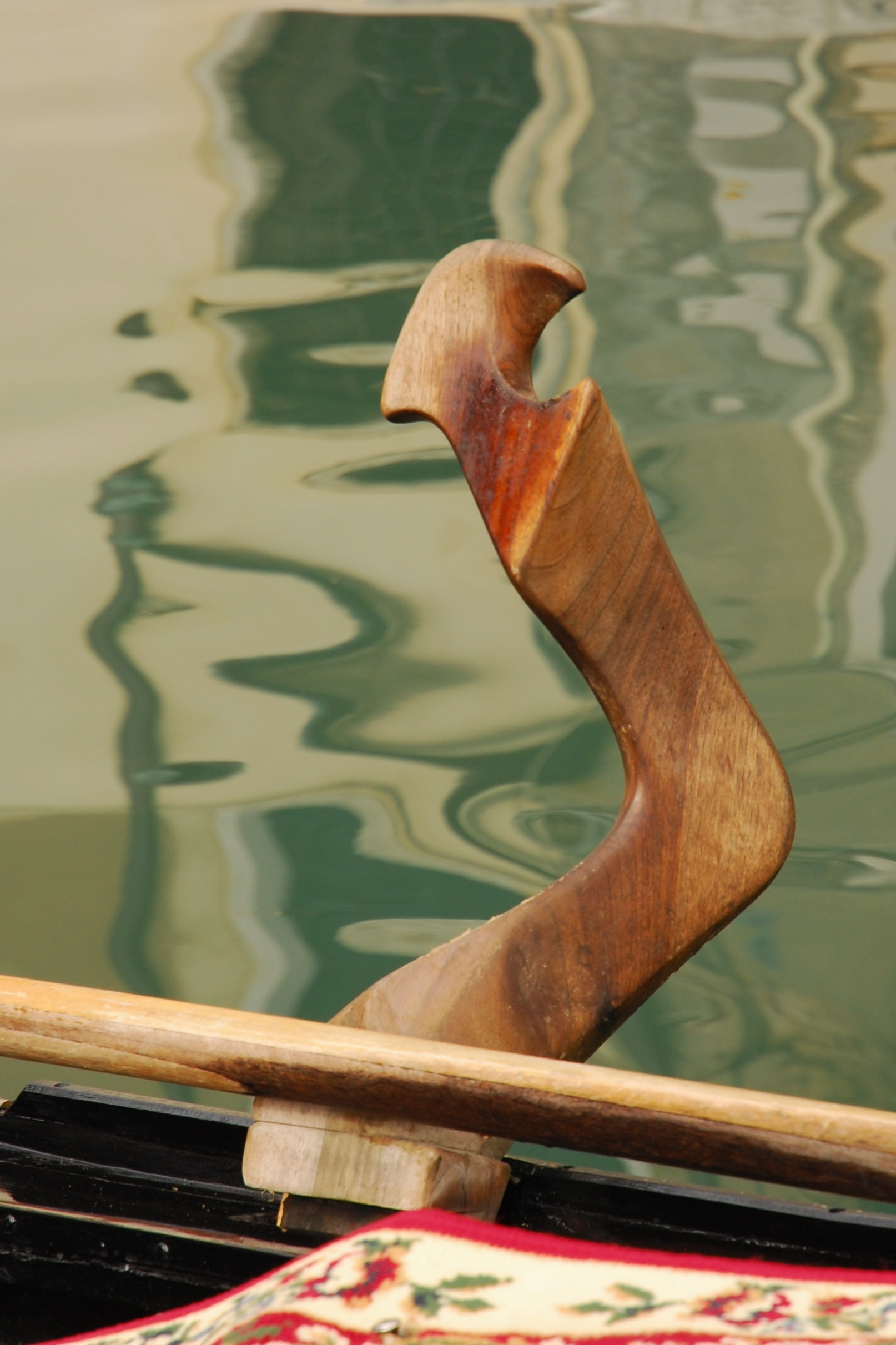
Forcola di una gondola veneziana

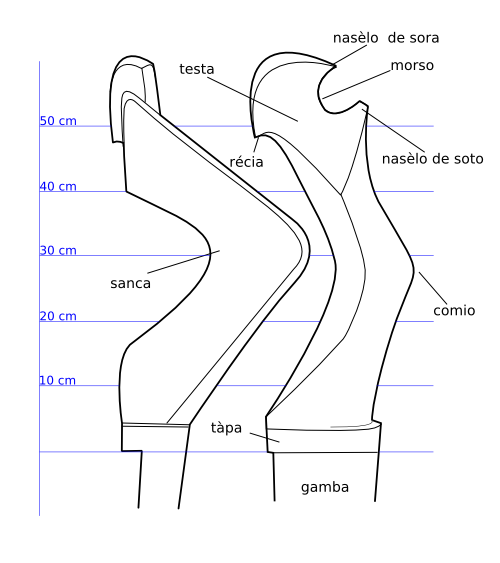
Figura 1. Schema delle parti di una forcola da pope di una gondola

La forcolascalmiera utilizzata nella voga veneta. Attrezzo caratteristico impiegato nelle imbarcazioni veneziane, agisce come forza resistiva considerando il sistema remo-contatto remo/acqua-forcola-vogatore come una leva di secondo genere.
Una sperimentazione secolare ha reso le forme di questo genere di strumenti molto elaborate. Ogni curva, spigolo, inclinazione ha una precisa funzione nell'economia della vogata.
Nella conduzione delle imbarcazioni veneziane il remo viene normalmente appoggiato al morso (vedi figura 1), ma qualunque genere di manovra consenta l'imbarcazione può essere realizzata variando l'azione sul remo e spostando il punto di appoggio del remo sulla forcola (vedi la voce voga veneta).
La forcola da gondola è una delle forme più complesse e complete: si contano infatti ben otto posizioni di voga.
Il disegno della forcola dipende dall'uso di precise sagome e profili che variano in funzione della tipologia dell'imbarcazione e alla posizione di voga cui sono destinate.
Il materiale utilizzato per la costruzione delle forcole è il legno. Le essenze preferite dai remèri (artigiani costruttori di forcole e remi) devono rispondere a caratteristiche di notevole durezza ed elasticità. Avremo ad esempio forcole di noce
- Il noce è il preferito nella tradizione come materiale pregiato e funzionale: consuma poco il remo e se opportunamente stagionato per circa sei mesi si conserva molto bene.
- Il pero è un altro ottimo materiale: ha venature di durezza molto simile e per questo si riesce a lavorare bene, consuma ugualmente poco il remo ma tende a rivelarsi fragile se non stagionato a dovere per almeno un anno.
- Il ciliegio è un legno dalle discrete caratteristiche meccaniche, simile ai due precedenti, ma è considerato meno pregiato.

Le forcole dovrebbero essere ricavate da un unico pezzo di tronco (sempre più raro e prezioso nel caso delle grandi forcole da gondola) ma si ottengono risultati accettabili anche dall'incollaggio di tavole con adeguata venatura.